# 新堀川 (石川県)
新堀川（しんぼりがわ）は、石川県加賀市の二級河川である。水害を繰り返す柴山潟の放水路として開削され、1964年（昭和39年）に完成した。動橋川など複数の支川と柴山潟を含めて新堀川水系を構成する。

## 地理
主な支川である動橋川は大日山に源を発し柴山潟に流入する。柴山潟から日本海までを新堀川と呼び、延長は1,719メートルである。

## 歴史

### 繰り返されてきた水害
加賀三湖が形成された約2000年前から、これらの周辺で暮らす人々は洪水や海水の逆流による水害に悩まされてきた。かつての加賀三湖は繋がっており、柴山潟は串川を、木場潟は前川を通して、それぞれ今江潟に流入し、梯川から安宅の河口で日本海に注いでいた。砂礫が堆積することによって河口が閉塞し、川の水が海へと排出されずに周辺地域に洪水を引き起こすことを「安宅の水戸づかえ」と呼んだ。これを解消するために地元の人夫は命懸けで作業に当たった。また、加賀三湖周辺の水田では堆積した泥を排出する「泥汲み」が行われていたが、これは大変な重労働であった。

### 二木又吉による水門建設
このような人々の苦労を受けて、1872年（明治5年）に近江村の二木又吉は私財を投じて前川に水門を設置に取り掛かった。当初は沿岸漁民による反対があったが、水門の効果が表れたことにより沿岸農民に認められ、周辺の村落が共同出資により維持管理することになった。1921年（大正10年）になると、県営事業によって二木又吉の水門は鉄筋コンクリートの手巻上水門として移築された。しかしその後も木場潟沿岸の水田は地盤低下が続き水害が相次いだ。

### 旧新堀川の開削
水害の抜本的な対策を県や郡に求め、1911年（明治44年）には「水害予防組合」が結成された。この組合が発案したのが、篠原海岸から柴山潟の排水を行うための新堀川の掘削だった。これは現在では旧新堀川と呼ばれ、長さが2,052メートル（1140間）、幅が18メートル（10間）であった。工事は1913年（大正2年）から始まり、1915年（大正4年）から1916年（大正5年）に完成したものと推定されているが、詳細な年月日の記録は残さていない。長年の悲願であった日本海への直接放水の実現が記録されていないということから、その結果が悲劇的なものであったことが伺い知れる。地元の伝承によると「貫通の祝杯を挙げたその夜のうちに、晩秋の日本海の激しい季節風と怒濤によって、河口は無惨にも閉塞されてしまった。三国港から来ていた浚渫船が、河口を出て帰ったその一度だけ開いていた」と伝えられている。この旧新堀川は現在も一部が親水空間として残されている。

### 新新堀川の開削
旧新堀川の開削から約40年後、1954年（昭和29年）7月になり、「新堀川開削工事」が着工された。この工事は「国営加賀三湖干拓建設事業計画」で、周辺の耕作地の排水改良を併せて行う事業として実施された。柴山潟から伊切海岸に至る延長1,719メートルの新堀川を開鑿して日本海に直接放流する。この新しい新堀川は1964年（昭和39年）に完成し、現在の新堀川水系が完成した。

## 利用
支川である動橋川の中上流部が漁業区域に設定されており、ヤマメ、イワナ、アユ釣りが盛んに行われている。また柴山潟は、遊覧船や散策等附近住民や観光客に憩いの場として親しまれている。河川水は、流域内及び干拓事業により開拓された水田等の農業用水等として広く利用されている。

## 流域の自治体
- 加賀市

## 主な支流
- 動橋川
- 那谷川
- 宇谷川
- 四十九院川
- 尾俣川
- 八日市川

## 主な橋梁
- 源平橋
- 新梶井橋

## 河川施設
- 片山津揚水機場